# Pandercetes plumosus
Pandercetes plumosus är en spindelart som beskrevs av Pocock 1899. Pandercetes plumosus ingår i släktet Pandercetes och familjen jättekrabbspindlar. Inga underarter finns listade i Catalogue of Life.